# Jorma Ylitalo
Jorma Ylitalo (* 20. März 1941 in Kellokoski) ist ein ehemaliger finnischer Radrennfahrer.

## Sportliche Laufbahn
Als Junior war Ylitalo 1959 Meister im Straßenrennen geworden.
Er siegte in den finnischen Eintagesrennen Iisalmen ajot 1960, Kälviän ajot 1962, Leuku ajot und Nivalan kortteliajot 1963 und Kokkolan ajo 1964. In den Rennen Kälviän Kortteliajo und Nälkämaan ajot siegte er 1965 und gewann eine Etappe des Etappenrennens Tunturi–Haka. 
1964 wurde er Vize-Meister im Straßenrennen hinter Antero Lumme. Im Rennen der UCI-Straßen-Weltmeisterschaften 1964 belegte er den 41. Rang.
In der Internationalen Friedensfahrt startete er fünfmal. 1962 wurde er 75., 1963 64., 1964 30., 1966 77. und 1968 63. des Gesamtklassements.